# Sigerich der Ernste
Sigerich der Ernste (Sigeric the Serious; † 28. Oktober 994) war Bischof von Ramsbury und Erzbischof von Canterbury. 

## Leben
Er war Abt der Abtei St. Augustinus in Canterbury. Im Zeitraum von 985 bis 986 wurde er dann zum Bischof von Ramsbury geweiht. 990 wurde er dann zum Erzbischof von Canterbury und behielt das Amt bis zu seinem Tode.
In der Angelsächsischen Chronik ist Sigerich als Siric und Serio erwähnt als derjenige, der im Jahr 991 als erster vorgeschlagen hat, den Dänen einen Tribut (von 10.000 Pfund) zu zahlen.

## Via Francigena
Auf ihn geht die älteste Beschreibung der Via Francigena zurück, des Pilger- und Handelswegs, der Nordeuropa von Canterbury aus mit Rom verband.
Zu seiner Amtsübernahme begab sich Sigerich nach Rom, um dort das Pallium aus den Händen des Papstes entgegenzunehmen. Sein Rückweg in 80 Etappen von rund 20 Kilometern wurde in einem Manuskript dokumentiert (British Library, ms. Cotton Tiberius B.v., folios 23 et 24). Auf Basis dieses Manuskripts ist die Via Francigena, die damit viel älter ist als die Jakobswege, heute vor Ort markiert.